# 대한민국-라트비아 관계
대한민국과 라트비아는 1991년에 수교하였다. 두 나라 모두 OECD 회원국이다.

## 관계의 발전
- 1991년 10월 22일 외교 관계 수립
- 2013년 12월 대한민국 정부가 라트비아 리가에 주라트비아 대한민국 대사관 리가 분관을 개설함 (이전까지는 주스웨덴 대한민국 대사관에서 라트비아 겸임)
- 2015년 10월 라트비아 정부가 대한민국 서울에 주한 라트비아 대사관을 개설함 (이전까지는 주일본 라트비아 대사관에서 대한민국 겸임)
- 2019년 3월 주라트비아 대한민국 대사관 리가 분관이 주라트비아 대한민국 대사관으로 승격됨

## 주요 협력
2024년 11월, 에드가르스 링케비치 라트비아 대통령은 2023년 7월 대통령 취임 이후 아시아 국가 중 처음으로 대한민국을 방문하였다. 양국은 윤석열 대한민국 대통령과 링케비치 대통령 간 정상회담을 계기로 방산·바이오 등 다양한 분야에서 협력을 강화하기로 하였다.

## 같이 보기
- 대한민국의 대외 관계